# Herbert Bach (Jurist)
Jacob Herbert Bach (* 4. Februar 1891 in Weiler (Boppard); † 8. Mai 1945 in Berlin) war ein deutscher Jurist, SS-Brigadeführer und Nationalsozialist.

## Biografie
Bach nahm am Ersten Weltkrieg teil. Bach legte im Krieg 1918 relativ spät im fortgeschrittenen Alter von 27 Jahren sein Referendarexamen ab. Er soll zweimal durch das erste Referendarexamen gefallen sein und es nur aufgrund einer königlichen Ausnahmegenehmigung im dritten Anlauf bestanden haben. Er wurde 1922 Gerichtsassessor und 1930 Amtsgerichtsrat am Amtsgericht Berlin-Weißensee. Er trat der SS (SS-Nummer 34.949) sowie zum 1. September 1931 auch der NSDAP bei (Mitgliedsnummer 629.762), außerdem war er auch Mitglied im Lebensborn e. V. Bach war zunächst (ehrenamtlicher) Rechtsberater des SS-Abschnitts III „Spree“ und später, während seiner Zeit beim Oberverwaltungsgericht Berlin, (ehrenamtlicher) Rechtsberater z.b.V. beim Reichsführer SS Heinrich Himmler.
Nach der Machtergreifung durch die Nationalsozialisten verlief seine Karriere steil. Am 1. August 1933 wurde er Amtsgerichtsdirektor des Amtsgerichts Berlin-Mitte und nur zwei Monate später am 26. Oktober 1933 Oberverwaltungsgerichtsrat. Im Juni 1934 avancierte er zum Senatspräsidenten und im Februar 1935 wurde er schließlich zum Vizepräsidenten des Preußischen Oberverwaltungsgerichts ernannt. Im Zuge der Gründung des Reichsverwaltungsgerichts kam es innerhalb der NSDAP zu einem Machtkampf. Da Bach als Vorsitzender eines Dienststrafsenats Urteile fällte, die der Parteilinie zuwiderliefen, wurde nicht er, sondern Walther Sommer 1941 Präsident des neu errichteten Reichsverwaltungsgerichts. Bach wurde im Mai 1941 Vizepräsident des Reichsverwaltungsgerichts und beging im Mai 1945 nach der Schlacht um Berlin in der Stadt Suizid.

## Beförderungen
- 3. September 1933: SS-Untersturmführer[4]
- 30. Januar 1934: SS-Obersturmführer[4]
- 1. Mai 1934: SS-Hauptsturmführer[4]
- 9. November 1934: SS-Sturmbannführer[4]
- 30. Januar 1935: SS-Obersturmbannführer[4]
- 15. September 1935: SS-Standartenführer[4]
- 20. April 1937: SS-Oberführer[4]
- 1. September 1939: Leutnant der Reserve zur Verfügung (dem III. AK als Wehrmachtsbeamter im Offiziersrang zugeordnet).
- 30. Januar 1941: SS-Brigadeführer (ehrenhalber)

## Auszeichnungen
- WK I: Eisernes Kreuz, II. Klasse[4]
- WK I: Eisernes Kreuz, I. Klasse[4]
- 1934: Ehrenkreuz des Weltkrieges Ehrenkreuz für Frontkämpfer mit Schwertern[4]
- 1943: Kriegsverdienstkreuz II. Klasse mit Schwertern
- 1944: Kriegsverdienstkreuz I. Klasse mit Schwertern
- Ehrendegen Reichsführer SS[4]
- SS-Ehrenring (SS-Totenkopfring)[4]
- SS-Julleuchter